# Цивільна справа
Цивільна справа — правовий спір, що виник із цивільних або прирівняних до них житлових, земельних, сімейних, трудових відносин, і підлягає вирішенню в установленому порядку.
Стосовно процесуального права, цивільною справою називають будь-яку справу, що розглядається в судах загальної юрисдикції в порядку, передбаченому цивільно-процесуальним законодавством.
В діловодстві суду цивільною справою називають упорядковану сукупність матеріалів (докази, інші матеріали, надані суду під час судового провадження його учасниками, судові рішення та інші документи і матеріали), що мають значення для конкретного судового провадження.
Особливістю цивільних справ є наявність у складі їх учасників хоча б одного приватного елемента (громадянин, юридична особа приватного права тощо). Вони порушуються тільки за ініціативою зацікавленої сторони (а не держави, яка виступає лише арбітром у спорі).
Сторонами цивільної справи є позивач (активна сторона) і відповідач (пасивна сторона). На стороні позивача та відповідача можуть виступати один або декілька самостійних суб'єктів права.

## Розгляд цивільних справ

### Судом
Цивільні справи розглядаються судами загальної юрисдикції за правилами:
1. позовного провадження;
2. наказного провадження; або
3. окремого провадження.

Позовне провадження розпочинається подачею до суду позову, що містить матеріально-правову вимогу (вимоги) позивача до відповідача.
Позовне провадження містить такі стадії:
1. Відкриття провадження у справі
2. Провадження у справі до судового розгляду
3. Судовий розгляд судом першої інстанції
4. Винесення судового рішення
5. Перегляд судового рішення судами вищих інстанцій (факультативна).

Наказне провадження є спрощеною процедурою захисту майнових прав та законних інтересів кредитора, вимоги якого до боржника ґрунтуються на безспірних документах та обставинах. Наказне провадження здійснюється за відсутності позову шляхом видачі судового наказу.
Окреме провадження є видом непозовного цивільного судочинства, в порядку якого розглядаються цивільні справи про підтвердження наявності або відсутності юридичних фактів, що мають значення для охорони прав та інтересів особи або створення умов здійснення нею особистих немайнових чи майнових прав або підтвердження наявності чи відсутності неоспорюваних прав.

### Іншими органами
Окремі цивільні справи, залежно від приписів чинного законодавства, можуть розглядатися третейськими судами, іноземними судами, міжнародними судовими і арбітражними установами, громадськими організаціями тощо.